# サイクロン・パム
サイクロン・パム（Cyclone Pam）は、2015年3月6日に発生したサイクロン。

## 経過

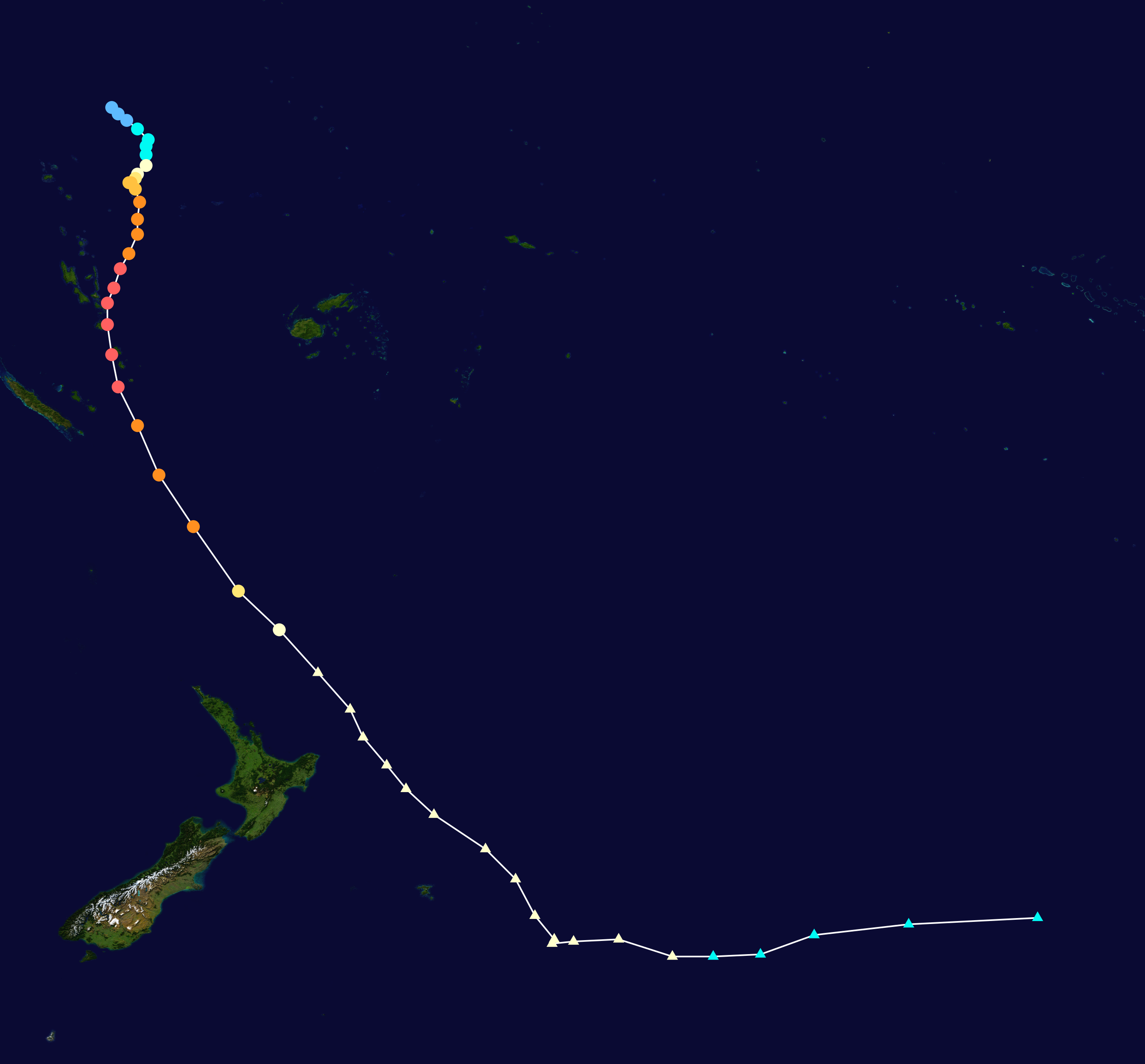
サイクロン・パムの進路

2015年3月6日、フィジー気象局（FMS）は熱帯撹乱11Fがフィジー共和国・ナンディの北西約1,140キロメートルで発達していることを報告した。撹乱は高気圧から張り出した気圧の尾根の下、低中度の垂直ウィンドシアによって更に発達するのに有利なエリア内に位置しており、天気予報モデルは数日のうちの大幅な発達を予想。当初、撹乱はソロモン諸島の東に停滞し、ゆっくりと成長して3月8日には熱帯低気圧となった。9日、FMSは熱帯低気圧をオーストラリアの熱帯低気圧スケールで「カテゴリー1」と分類し、パム（Pam）の名称を割り当てた。
パムは発達しながら、高気圧の南の外周に沿って北にゆっくりと移動。9日正午には南方にカーブし始め、10日に急速に成長。FMSは協定世界時18時にパムを「カテゴリー3」へとアップグレードした。3月11日にはサンタクルーズ諸島の東に一時停滞したが、気象条件も有利に働いたことで徐々に勢力を強めて、3月12日にはオーストラリアとサファ・シンプソン・ハリケーン・スケールの両方で「カテゴリー5」に達した。
13日には1分間での風速が時速270キロメートル（時速165マイル）に達し、合同台風警報センター（JTWC）は1分間での風速が260キロメートル（時速160マイル）で若干勢力が弱まったと評価したが、フィジー気象局ナンディ熱帯低気圧センター（RSMC）は勢力には変化が無いとした。その後、JTWCは14日の早い段階でサイクロンがサファ･シンプソンスケールでカテゴリ4へと弱体化したと評価。RSMCは10分間での風速が250キロメートル（時速155マイル）、中心気圧896ヘクトパスカルとの評価を行なった。15日にはオーストラリアのスケールでカテゴリ4、サファ･シンプソンスケールでカテゴリ2へと更に勢力は弱まった。
合同台風警報センター(米国)によると、13日午前8時の時点でバヌアツの首都ポートビラでの最大瞬間風速は約85メートルを記録している。なお、現地ではいまだ電力や通信が遮断されている。

## 被害

### バヌアツ
13日夜から14日にかけてもっとも接近、首都ポートビラでは政府庁舎や病院などを含めた多くの建物が被害を受け、バヌアツ政府は15日に非常事態宣言を発令した。
バヌアツ政府によると、少なくとも首都ポートビラでは、8人の死亡、30人の負傷が確認された。
その後、18日なって国連（UN）人道問題調整事務所（OCHA）はバヌアツ当局が出した数字を引用して、死者数を先に発表していた24人から11人に下方修正した。このように通過後一週間たっても離島部との通信断絶により情報が錯綜していて、災害の詳細な被災状況を把握するには3月一杯かかる可能性がある。

### ツバル
パムの接近に伴い、3月13日には全土に非常事態宣言が発令。高潮によって住宅や雨水タンクなどが流出する被害が出ており、ツバル政府は各国への支援を要請した。

## 支援

### 周辺国
オーストラリアやニュージーランドが周辺国としていち早く軍用輸送機による物資輸送を開始しているが、現地空港設備が脆弱で民間機による物資輸送が限られ、現地政府が機能していない状況で現地入りした多数の援助団体の間で調整ができておらず、被災者に支援が届くまでの貴重な時間が無駄になっていて、専門家の試算では、1週間も経たずに食料が尽きる可能性が報道されている。

### 日本
2015年3月14日、国連人道問題調整事務所（OCHA）が派遣を決定した国連災害評価調整チーム（UNDAC）に対し、国際緊急援助隊事務局付コンサルタント1名をメンバーとして派遣。
3月16日に日本国政府は、バヌアツで発生している災害の状況等を踏まえ、また日本とバヌアツとの友好関係に鑑みたうえで国際協力機構(JICA)を通じて、2,000万円相当の緊急援助物資を送ることを決定した。
また、必要な支援と各地の被害状況把握する目的で、同日夕方、外務省1名、JICA3名、医師1名、看護師1名からなる国際緊急援助隊調査チームを現地に派遣し、17日(日本時間)現地に到着した。
さらに、17日なって先発の事前調査チーム6名を医療チームに振替え、新たに外務省1名、医療関係者5名（医師2名、看護師1名、薬剤師2名）、業務調整員2名の計8名の追加医療チームを追加派遣し、18日に現地合流後、二週間程度ニーズを確認しつつ、モバイル・クリニック（巡回医療）による医療活動を中心に展開する予定。
神戸国際支縁機構 (2015年4月28日) 養護施設着工。バヌアツ孤児施設開所式 (2018年12月5日)。